# Kiwa hirsuta
Kiwa hirsuta és una espècie de crustaci decàpode de l'infraordre Anomura, que es descobrí l'any 2005 al sud de l'oceà Pacífic . Mesura uns 15 cm de llarg i crida l'atenció per la gran quantitat de setes rosses i sedoses que cobreixen les seves potes toràciques, incloent les pinces. Els seus descobridors el van motejar com a "llagosta ieti" o "cranc ieti" .
K. hirsuta fou descobert al març del 2005 per un grup organitzat per Robert Vrijenhoek de l'Institut de Recerca de l'Aquari de la Badia de Monterey a Califòrnia i Michel Segonzac de l'Ifremer. El van trobar fent ús del submarí DSV "Alvin", operant des de RV "Atlantis" . El descobriment fou anunciat el 7 de març de l'any 2006. Fou trobat a 1.500 km al sud de l'Illa de Pasqua al Pacífic Sud, a una fondària de 2.200 m, visquent pròxim a un respirador hidrotermal situat a la falla Pacífic-Antàrtic . Basant-se en la morfologia i les dades moleculars, es considerà convenient crear un nou gènere i família (Kiwaidae) per a aquesta espècie. Aquest animal presenta uns ulls extremadament reduïts als que els manca pigment, es pensa que són cecs.
Les estenalles peludes contenen bacteris filamentosos, que el crustaci deu utilitzar per a detoxificar minerals verinosos emesos pels respiradors hidrotermals en els que viuen. Alternativament, es deu alimentar de bacteris, tot i que es creu que és carnívor . La seva dieta consisteix en algues verdes i petites gambes.